# Collateralized Mortgage Obligation
Die Collateralized Mortgage Obligation (CMO; deutsch „gesicherte Hypothekenanleihe“; von englisch collateral für Kreditsicherheit) ist der Anglizismus für eine Anleihe, deren Anleihedeckung aus einem Portfolio grundpfandrechtlich gesicherter Hypothekendarlehen besteht.

## Allgemeines
Sie gehört zu den Asset Backed Securities und entstand in den USA im Rahmen der Verbriefung (englisch securitisation). Originator der CMO ist ausnahmsweise keine Zweckgesellschaft wie bei anderen forderungsbesicherten Wertpapieren, sondern die US-Hypothekenbank Freddie Mac. Sie entwickelte 1983 mit Hilfe der Investmentbanken Salomon Brothers und First Boston eine Konstruktion, bei der die von den Kreditnehmern zurückfließenden Zahlungsströme (Schuldendienst: Kreditzins und Tilgung) nicht direkt an die Gläubiger der CMO durchgeleitet (englisch pass-through), sondern einem Liquiditätsmanagement unterworfen werden (englisch pay-through). Hierdurch konnten die unterschiedlichen Risikopräferenzen und Liquiditätspräferenzen der Anleger berücksichtigt werden. Als Urheber der CMO gilt Laurence Douglas Fink, der 1983 mit seinem Team bei der First Boston die erste CMO strukturierte.
Es handelt sich bei der CMO um eine Unterart der Mortgage Backed Securities (MBS), die nicht nur durch Hypothekendarlehen, sondern auch durch Zahlungsgarantien staatlicher oder halbstaatlicher Hypotheken- und Pfandbriefanstalten unterlegt ist (englisch Credit Enhancement). Zu dieser verstärkten Anleihedeckung tragen die Fannie Mae oder Ginnie Mae bei.

## Einordnung
Im Rahmen der Verbriefung sind die CMOs wie folgt einzuordnen:
| Asset Backed Securities (ABS)             | Unterart |
| ----------------------------------------- | --- |
| Asset Backed Securities im engeren Sinn:  | Autokredite, Bankkredite, Kreditkartenforderungen, Leasingforderungen                                                                                                  |
| Mortgage Backed Securities (MBS)          | Hypothekenbesichertes Wertpapier: Collateralized Mortgage Obligations (CMO) Commercial Mortgage Backed Securities (CMBS) Residential Mortgage Backed Securities (RMBS) |
| Collateralized Debt Obligations (CDO)     | Collateralized Loan Obligations (CLO) Collateralized Bond Obligations (CBO)                                                                                            |
| Asset Backed Securities im weiteren Sinn: | besichertes Geldmarktpapier (ABCP) |

Sämtliche Asset Backed Securities im engeren Sinn werden auf dem Kapitalmarkt gehandelt, besicherte Geldmarktpapiere sind Handelsobjekt auf dem Geldmarkt.

## Rechtsfragen
Eine vollständige Rekapitalisierung der Originatoren durch Entlastung ihrer Eigenmittel findet nur statt, wenn die Forderungsverkäufe an die Zweckgesellschaft mit Hilfe eines True-Sale durchgeführt werden. Die Bankenaufsicht erkennt die Übertragung von Kreditforderungen aus dem Bestand des Originators auf die Zweckgesellschaft nur dann an, wenn der Risikotransfer tatsächlich stattfindet (englisch clean break). Das bedeutet, dass der Originator dann nicht weiter dafür haften darf, dass die Hypothekenforderungen am Fälligkeitstag durch den Schuldner beglichen werden. Zu diesem Zweck muss die Unternehmensstruktur der Zweckgesellschaft nach Art. 4 Abs. 1 Nr. 66 Verordnung (EU) Nr. 575/2013 Kapitaladäquanzverordnung (CRR) darauf ausgelegt sein, die eigenen Verpflichtungen von denen des Originators zu trennen und deren wirtschaftliche Eigentümer die damit verbundenen Rechte uneingeschränkt verpfänden oder veräußern können. Der Originator darf beispielsweise im Rahmen des Credit Enhancements keine Rückkaufvereinbarungen mit der Zweckgesellschaft schließen oder Zahlungsgarantien für den Pool abgeben. Zudem darf die Zweckgesellschaft sich nicht im Konsolidierungskreis des Originators befinden.

## Wirtschaftliche Aspekte
Forderungsbesicherte Wertpapiere sind ein Risikotransfer, weil der eigentliche Risikoträger (wie etwa eine Bank bei Bankkrediten) sein Finanzrisiko an einen Anleger überträgt. Der Nominalzins der CMOs richtet sich nach Bonität und Rating der zugrunde liegenden Hypothekenkredite. Bei CMOs werden die Tilgungen vom Schuldendienst der Hypothekenschuldner getrennt und in CMOs mit unterschiedlichen Laufzeiten aufgeteilt. CMOs werden oft in mehreren Tranchen vermarktet, wobei die obersten Tranchen (englisch senior CMOs) gegenüber den übrigen (englisch junior CMOs) durch eine Rangordnung bevorrechtigt sind. Nach endgültiger Tilgung eines Teils der Hypothekarkredite werden deshalb einzelne Tranchen der CMO getilgt, während bei Mortgage Backed Securities eine gleichbleibende Tilgung vorgenommen wird.
Die Granularität kann durch Risikodiversifizierung vermindert oder eliminiert werden. Das geschieht insbesondere durch eine Vielzahl von Kreditnehmern, wodurch das Klumpenrisiko vermindert wird. Es verbleibt stets das systematische Risiko, das nicht durch Risikodiversifizierung beseitigt werden kann und bei derartigen Finanzinstrumenten nicht unterschätzt werden darf.

## Anlegerrisiko
Einige Merkmale der ABS-Anleihen wirken zwar risikomindernd (Granulärität, Ringfencing durch Outsourcing der Zahlungsströme und Risikostreuung im Portfolio), doch beinhalten die Portfolios ein systematisches Risiko, das etwa aus einem Marktrisiko und/oder Zinsrisiko bestehen kann, das alle im Portfolio vorhandenen Forderungen gemeinsam treffen kann. Bei der Subprime-Krise ab August 2007 gab es in den USA eine Immobilienblase, welche die Mortgage Backed Securities durch Forderungsausfall und nachfolgende Zwangsversteigerungen traf. Die Finanzkrise ab 2007 hat gezeigt, wie vulnerabel die verheißene – und durch Ratingagenturen bestätigte – Anlegersicherheit bei CMOs tatsächlich sein kann. Ähnlich ist die Situation bei einem Hochzinsniveau, weil viele Kreditnehmer ihre Kreditzinsen nicht mehr bezahlen können und damit das Portfolio-Risiko erhöhen. ABS-Anleihen weisen daher ein sehr hohes Anlagerisiko auf und gehören zur schlechtesten Anlageklasse, was sie nur für risikofreudige Anleger der höchsten Risikoklasse attraktiv macht.